# Adam Opel
Adam Opel (Rüsselsheim am Main, 9 maggio 1837 – Rüsselsheim am Main, 8 settembre 1895) è stato un imprenditore tedesco, fondatore dell'azienda, successivamente conosciuta soprattutto come casa automobilistica, la Adam Opel GmbH.

## Biografia

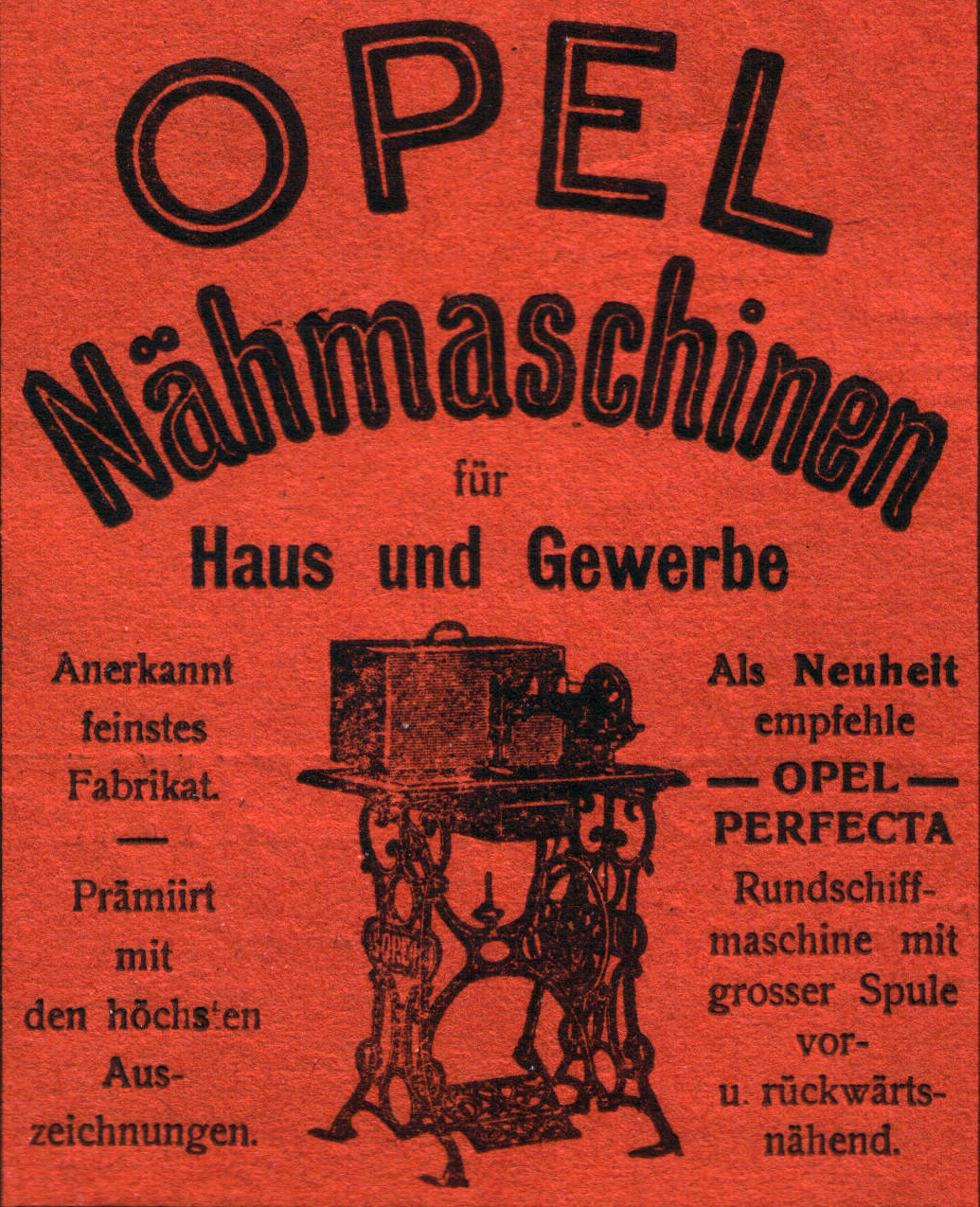
Pubblicità della Opel macchine da cucire

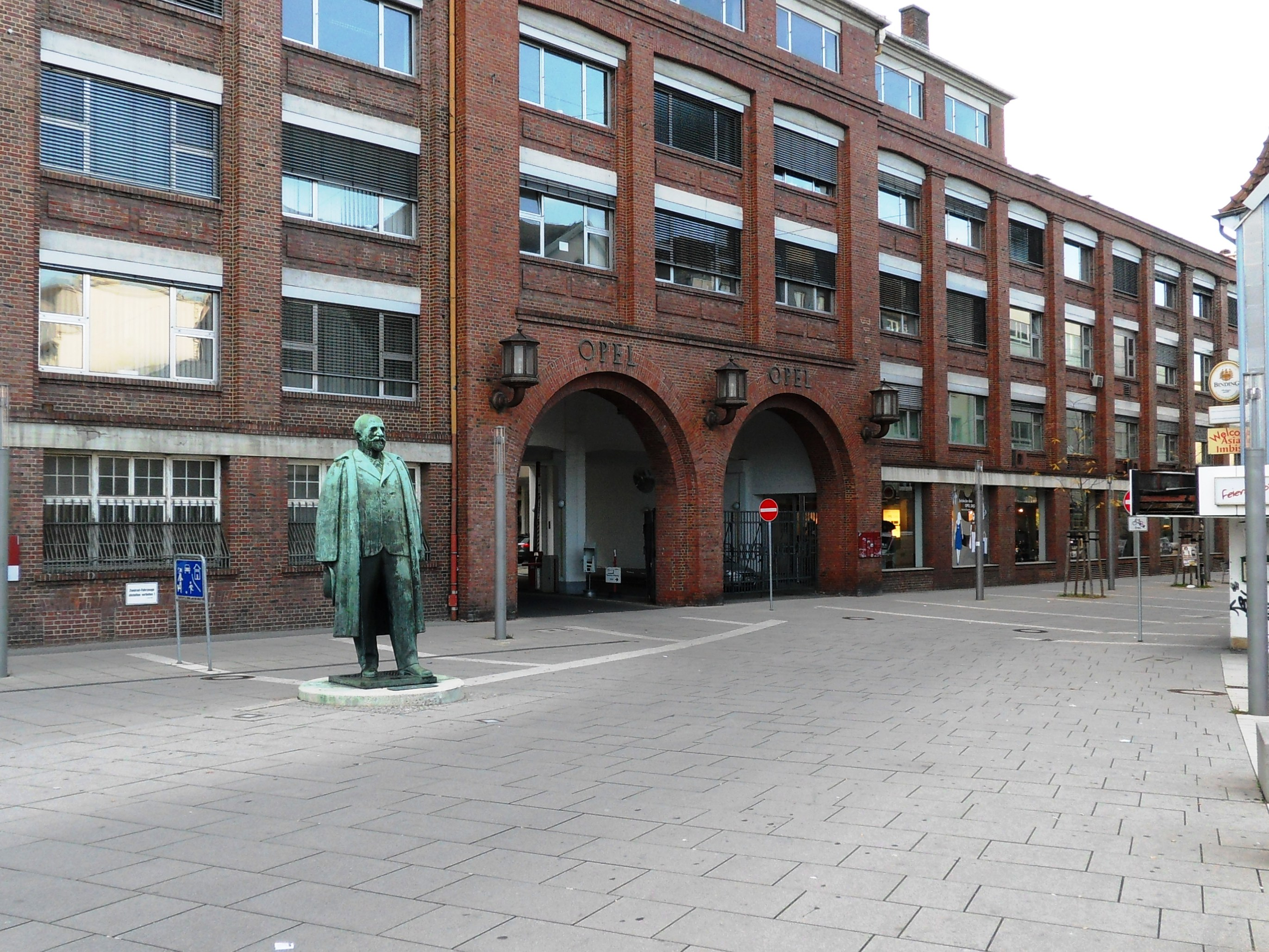
Monumento a Adam Opel all'ingresso principale della fabbrica di Rüsselsheim

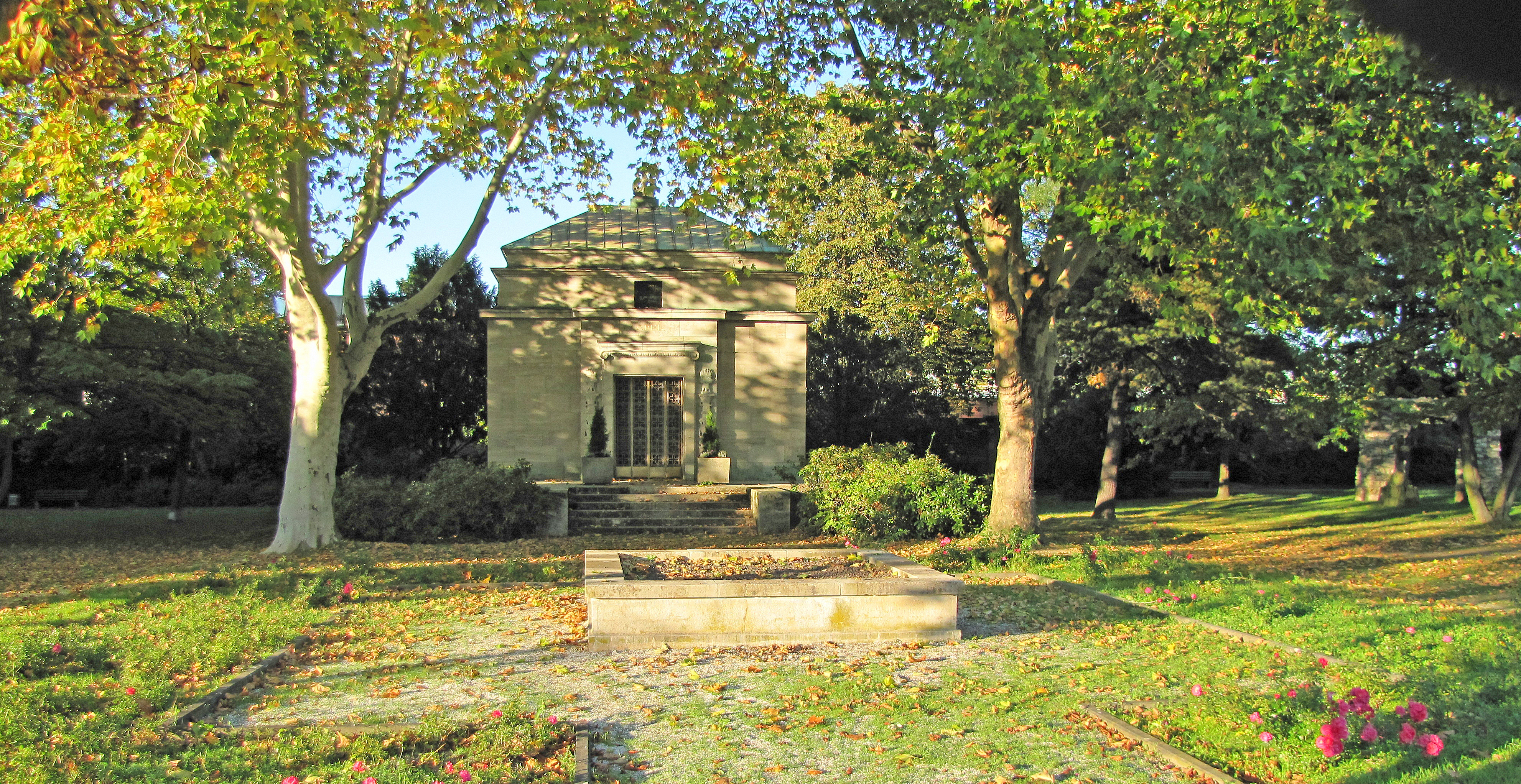
Mausoleo Opel a Rüsselsheim

Nato nel circondario di Francoforte sul Meno, era il figlio maggiore del mastro fabbro Philipp Wilhelm Opel; iniziò a lavorare come apprendista, così come i suoi fratelli Georg e Wilhelm, nell'officina del padre. Gli anni di apprendistato lo vedono nel 1857 presente in Belgio ed Inghilterra, successivamente Parigi, dove lavorò in due fabbriche di macchine da cucire. Restò affascinato dalle macchine da cucire tanto che, tornato a Rüsselsheim sua città natale, vi installò nel 1862 una azienda dedita alla loro costruzione.
Ingrandita velocemente l'impresa e dopo aver sposato nel 1868 Sophie Marie Scheller, figlia di un locandiere, dal 1886 allargò la produzione al settore delle biciclette diventando anche in questo settore uno dei più grossi costruttori tedeschi, oltre ad essere diventato il maggiore costruttore europeo di macchine per cucire.
Nel 1884 la fabbrica produsse 18.000 macchine all'anno. Fondò così l'azienda che porta il suo nome.
Fu però solo tre anni dopo la sua morte, avvenuta nel 1895 per febbre tifoide, che l'azienda, ora gestita dalla vedova Sophie Opel e dai suoi cinque figli, Carl, Wilhelm, Heinrich, Fritz e Ludwig Opel iniziò la fabbricazione di autovetture.
Wilhelm e Heinrich diventarono nel 1917 nobili del Großherzogtum Hessen, Carl nel 1918. Fritz e Ludwig rimasero cittadini.
Poco prima della sua morte, pare che Adam Opel alla vista di un'auto abbia esclamato:

## Riconoscimenti
Nel 2012 la Opel gli ha dedicato una superutilitaria in suo nome, la Opel Adam.